# Steve Mokone
Steve Mokone OIG (Johannesburg, 23 marzo 1932 – Washington, 20 marzo 2015) è stato un calciatore sudafricano, di ruolo attaccante.
Era soprannominato Kalamazoo e fu il primo sudafricano di colore a giocare in un campionato europeo. È stato insignito da Thabo Mbeki dell'Ordine della Ikhamanga in oro, la massima onorificenza sudafricana per le arti, la cultura e lo sport.

## Carriera
Cominciò a giocare a calcio nei Bush Bucks di Durban e le sue prestazioni in una selezione di calciatori sudafricani neri gli valsero una proposta d'ingaggio da parte del Newcastle che dovette rifiutare dietro pressione del padre, che voleva prima fargli finire gli studi.
Fu allora  nel 1956 che iniziò la sua carriera in Europa con il Coventry City, squadra nella quale fatica moltissimo ad ambientarsi ed è vittima di alcuni episodi di razzismo. Dopo un provino fallito con il Real Madrid viene ceduto all'Heracles, nella terza serie olandese. Nei Paesi Bassi ottenne subito una promozione in seconda divisione e divenne molto popolare, tanto che gli è stata dedicata una strada ed il giornalista Tom Egbers ha scritto un libro su di lui, La meteora nera, trasposto nel 2000 in un film omonimo. La stagione successiva fu invece frenato da un infortunio alla caviglia. Ebbe successivamente occasione di militare brevemente come ospite nel PSV. Passò poi al Cardiff nella seconda serie inglese, e anche lì fu limitato dai problemi alla caviglia. In seguito fu tesserato dal Barcellona, che aveva sforato la quota di stranieri consentiti e lo prestò quindi all'Olympique Marsiglia. A Marsiglia non giocò mai alcuna gara ufficiale e fu impiegato nella fabbricazione di palloni.
Si trasferì allora al Barnsley, dove giocò una sola partita non di campionato, ed in Rhodesia, al Salisbury. Nel 1962 tornò in Europa al Torino, e secondo Gianpaolo Ormezzano «fu comprato perché a uno dei soci principali del Torino piaceva molto sua moglie e così li fece venire un anno a Torino, ma non lo fecero giocare mai, impossibile, non era all'altezza». Successivamente si aggregò al Valencia per un'amichevole contro il Santos di Pelé, partita nella quale riuscì anche a realizzare una marcatura.
Andò poi a chiudere la carriera in squadre dilettantistiche canadesi, nel 1963 con gli Hamilton Steelers, ed in Australia, dove fu allenatore-giocatore del George Cross. Lasciato il calcio si dedicò agli studi di psicologia e divenne assistente professore alla University of Rochester. Ebbe diversi guai con la giustizia americana, venendo accusato dapprima di frodi con la carta di credito ed in seguito di violenza privata nei confronti dell'ex moglie, e nel 1977 fu condannato a dodici anni di carcere. Il suo biografo Tom Egbers ipotizza che questa condanna sia in realtà dovuta al suo attivismo politico contro l'apartheid.